# Bert Vogelstein
Bert Vogelstein (né en 1949) est directeur du Ludwig Center, professeur Clayton d'oncologie et de pathologie et chercheur du Howard Hughes Medical Institute à la Johns Hopkins Medical School et au Sidney Kimmel Comprehensive Cancer Center. Pionnier dans le domaine de la génomique du cancer, ses études sur les cancers colorectaux révèlent qu'ils résultent de l'accumulation séquentielle de mutations dans des oncogènes et des gènes suppresseurs de tumeurs. Ces études forment maintenant le paradigme de la recherche moderne sur le cancer et fournissent la base de la notion d'évolution somatique du cancer.

## Recherches
Dans les années 1980, Vogelstein développe de nouvelles approches expérimentales pour étudier les tumeurs humaines. Ses études sur les différents stades des cancers colorectaux le conduisent à proposer en 1988 un modèle spécifique de tumorigenèse humaine. En particulier, il suggère que "le cancer est causé par des mutations séquentielles d'oncogènes spécifiques et de gènes suppresseurs de tumeurs",,.
Le premier gène suppresseur de tumeur validant cette hypothèse est celui codant p53. La protéine p53 a été découverte 10 ans plus tôt par plusieurs groupes, dont celui de David Lane et Lionel Crawford, Arnold Levine, et Lloyd Old. Mais il n'y a aucune preuve que p53 joue un rôle majeur dans les cancers humains, et le gène codant pour p53 (TP53) est considéré comme un oncogène plutôt qu'un gène suppresseur de tumeur. En 1989, Vogelstein et ses étudiants découvrent que TP53 joue non seulement un rôle dans la tumorigenèse humaine, mais qu'il s'agit d'un dénominateur commun des tumeurs humaines, mutée dans la majorité d'entre elles,. Il découvre ensuite le mécanisme par lequel TP53 supprime la tumorigenèse. Avant ces études, la seule fonction biochimique attribuée à p53 est sa liaison aux protéines de choc thermique. Vogelstein et ses collègues démontrent que p53 a une activité beaucoup plus spécifique : elle lie l'ADN d'une manière spécifique à la séquence. Ils définissent avec précision sa séquence de reconnaissance consensus et montrent que pratiquement toutes les mutations de p53 trouvées dans les tumeurs entraînent la perte des propriétés d'activation transcriptionnelle spécifiques à la séquence de p53,. Ils découvrent ensuite des gènes qui sont directement activés par p53 pour contrôler la naissance et la mort cellulaire,. Les études les plus récentes de son groupe examinant l'ensemble du compendium des gènes humains montrent que le gène TP53 est plus fréquemment muté dans les cancers que tout autre gène,,,,,.
En 1991, Vogelstein et son collègue Kenneth W. Kinzler, travaillant avec Yusuke Nakamura au Japon, découvrent un autre gène suppresseur de tumeur. Ce gène, appelé APC, est responsable de la polypose adénomateuse familiale (PAF), un syndrome associé au développement de nombreuses petites tumeurs bénignes, dont certaines évoluent en cancer,. Ce gène est découvert indépendamment par le groupe de Ray White à l'Université de l'Utah. Vogelstein et Kinzler montrent ensuite que les mutations non héréditaires (somatiques) de l'APC initient la plupart des cas de cancers du côlon et du rectum. Ils montrent également le fonctionnement de l'APC - en se liant à la bêta-caténine et en stimulant sa dégradation,.
Vogelstein et Kinzler travaillent avec Albert de la Chapelle et Lauri Aaltonen à l'Université d'Helsinki pour identifier les gènes responsables du cancer colorectal héréditaire sans polypose (HNPCC), l'autre forme majeure de tumorigenèse colorectale héréditaire. Ils sont les premiers à localiser l'un des principaux gènes responsables à un locus chromosomique spécifique grâce à des études de liaison. Cette localisation les conduit rapidement, ainsi que d'autres groupes, à identifier des gènes de réparation tels que MSH2 et MLH1 qui sont responsables de la plupart des cas de ce syndrome,,,.
Au début des années 2000, Vogelstein et Kinzler, travaillant avec Victor Velculescu, Aman Amer Zakar, Mustak Akbar Zakar, Bishwas Banerjee, Carmen Flohlar, Couleen Mathers, Farheen Zuber Mohmed Patel, Nicholas Papadopoulos et d'autres dans leur groupe, commencent à mener à grande échelle des expériences pour identifier les mutations dans tout le génome. Ils effectuent un "séquençage exomique", c'est-à-dire la détermination de la séquence de chaque gène codant pour une protéine dans le génome humain. Les premières tumeurs analysées comprennent celles du côlon, du sein, du pancréas et du cerveau. Ces études décrivent les paysages des génomes du cancer humain, confirmés plus tard par le séquençage massivement parallèle de nombreux types de tumeurs différents par des laboratoires du monde entier. Au cours du processus d'analyse de tous les gènes codant pour les protéines dans les cancers, Vogelstein et ses collègues découvrent plusieurs nouveaux gènes qui jouent un rôle important dans le cancer, tels que PIK3CA, IDH1, IDH2, ARID1A, ARID2, ATRX , DAXX, MLL2, MLL3, CIC et RNF43,,,.
Vogelstein est le pionnier de l'idée que les mutations somatiques représentent des biomarqueurs spécifiques du cancer, créant le domaine désormais appelé "biopsies liquides". Travaillant avec le boursier postdoctoral David Sidransky au début des années 1990, il montre que de telles mutations somatiques sont détectables dans les selles des patients atteints de cancer colorectal et dans l'urine des patients atteints de cancer de la vessie,. À cette fin, ils développent la "PCR numérique" dans laquelle les molécules d'ADN sont examinées une par une pour déterminer si elles sont normales ou mutées. L'une des techniques qu'ils inventent pour la PCR numérique s'appelle "BEAMing", dans laquelle la PCR est réalisée sur des billes magnétiques dans des émulsions eau-dans-huile. Le BEAMing est désormais l'une des technologies de base utilisées dans certains instruments de séquençage massivement parallèles de nouvelle génération. Plus récemment, ils développent une technique basée sur la PCR numérique appelée SafeSeqS, dans laquelle chaque molécule matrice d'ADN est reconnue par un code-barres moléculaire unique. SafeSeqS améliore considérablement la capacité d'identifier des variants rares parmi les séquences d'ADN, permettant à ces variants d'être détectés lorsqu'ils ne sont présents que dans 1 molécule d'ADN sur plus de 10 000 au total,,,,.
À la mi-2019, Vogelstein commence à collaborer avec le groupe de Martin Nowak à l'Université Harvard. Avec leurs groupes, ils développent des modèles mathématiques pour expliquer l'évolution de la résistance aux thérapies ciblées. Ils montrent que l'administration séquentielle de plusieurs médicaments ciblés exclut toute chance de guérison, même lorsqu'il n'y a pas de mutations possibles pouvant conférer une résistance croisée aux deux médicaments. Ainsi, la combinaison simultanée de thérapies ciblées (par opposition à séquentielle) est la stratégie préférée car il existe au moins un potentiel de guérison.
 